# (4112) Hrabal
(4112) Hrabal ist ein Hauptgürtelasteroid, der am 25. September 1981 von Marie Mahrová vom Kleť-Observatorium aus entdeckt wurde.
Der Asteroid wurde nach dem tschechischen Schriftsteller Bohumil Hrabal (1914–1997) benannt.